# Шичжун (Цзаочжуан)
Шичжу́н (кит. упр. 市中, пиньинь Shìzhōng, буквально: «городской центр») — район городского подчинения городского округа Цзаочжуан провинции Шаньдун (КНР).

## История
В 1928 году здесь был создан посёлок Цзаочжуан (枣庄镇), подчинённый уезду Исянь (峄县).
В 1950 году был образован Специальный район Тэнсянь (滕县专区), и уезд Исянь вошёл в его состав. В 1953 году Специальный район Тэнсянь и Специальный район Хуси (湖西专区) были объединены в Специальный район Цзинин (济宁专区). В 1958 году власти уезда Исянь переехали в посёлок Цзаочжуан.
В январе 1960 года уезд Исянь был расформирован, а вместо него создан городской уезд Цзаочжуан. В сентябре 1961 года Цзаочжуан был выведен из-под юрисдикции Специального района Цзинин и подчинён напрямую властям провинции Шаньдун; в административном плане он был разделён на четыре района, и эти места оказались в составе района Цицунь (齐村区). В июле 1976 года из территории района Цицунь был выделен район Шичжун.

## Административное деление
Район делится на 6 уличных комитетов, 3 посёлка и 2 волости.